# Barum rallye

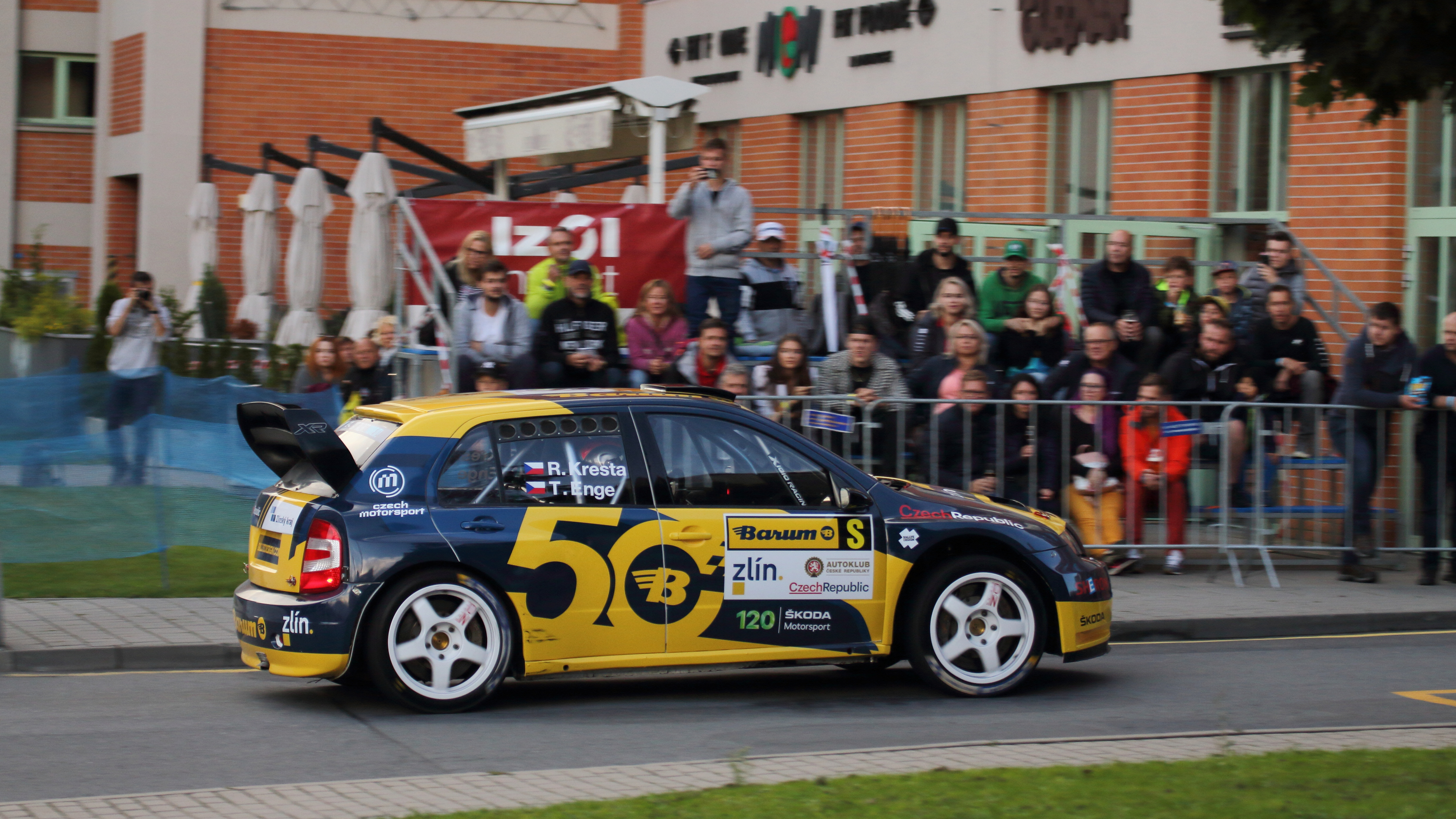
Škoda Fabia WRC na trati 50. Barum Czech Rally Zlín 2021

Barum rallye (oficiálně Barum Czech Rally Zlín) je soutěž Mistrovství České republiky a Mistrovství Evropy v rallye, v minulosti také součást šampionátu Intercontinental Rally Challenge, který po sloučení s mistrovstvím Evropy zanikl. Jedná se o největší motoristický závod ve Zlínském kraji.

## Historie

Závod v 70. letech

Předchůdkyní této soutěže byl amatérský podnik v roce 1971. První vítěz Barum Rallye byla Československá posádka Halmazňa – Kostruh ze Škodou 1100 MB. Už Barum rallye 1972 byla zařazena do Mistrovství Československa v rallye 1972. Favoritem tehdy byl Vladimír Hubáček s vozem Alpine A110. Jako na jiných soutěžích u nás, i zde byly zařazeny takzvané Sprint etapy, kvalifikační a okruhové zkoušky. Brzy zde začali startovat i zahraniční jezdci jako například Walter Röhrl nebo Franz Wittmann. V druhé polovině 70. let zde dominoval vůz Škoda 130 RS. Ročníky 1976, 1979 a 1980 s ním vyhrál John Haugland, v roce 1977 vyhrál se stejným vozem Václav Blahna a v roce 1978 Jiří Šedivý.
V 80. letech začala soutěž získávat svůj klasický charakter, objevily se zkoušky Kopná a Pindula. Na Barum rallye 1985 měl premiéru vůz Škoda 130 LR a získal kompletní stupně vítězů. Kromě toho zde vítězily vozy Renault 5 Turbo, Opel Ascona 400 nebo Audi Quattro. Několik ročníků bylo částečně pořádáno i na Slovensku. Koncem 80. let zde zvítězili Leo Pavlík, Attila Ferjancz a opět Wittmann. V 90. letech soutěž získala Evropský koeficient 10. Díky tomu zde o titul mistra Evropy bojovali Patrik Snijers, Erwin Weber, Raimund Baumschlager a Enrico Bertone. V druhé polovině 90. let se začalo závodit na testovacím polygonu automobilky Tatra v Kopřivnici. Nejmladším vítězem soutěže se při Barum rallye 2000 stal Roman Kresta, který zde vyhrál s vozem Škoda Octavia WRC a tento úspěch zopakoval i o rok později. Barum rallye 2002 získala evropský koeficient 20 a to znamenalo účast hlavních jezdců Mistrovství Evropy.
Barum rallye 2005 byla pořádána jako kandidátský podnik Mistrovství světa v rallye. Také byla poprvé zařazena městská rychlostní zkouška v ulicích Zlína. Barum rallye 2007 byla součástí šampionátu Intercontinental Rally Challenge 2007 a tou je dodnes. Současní favorité jsou Freddy Loix, Roman Kresta, Juho Hänninen, Bryan Bouffier, Jan Kopecký a další.

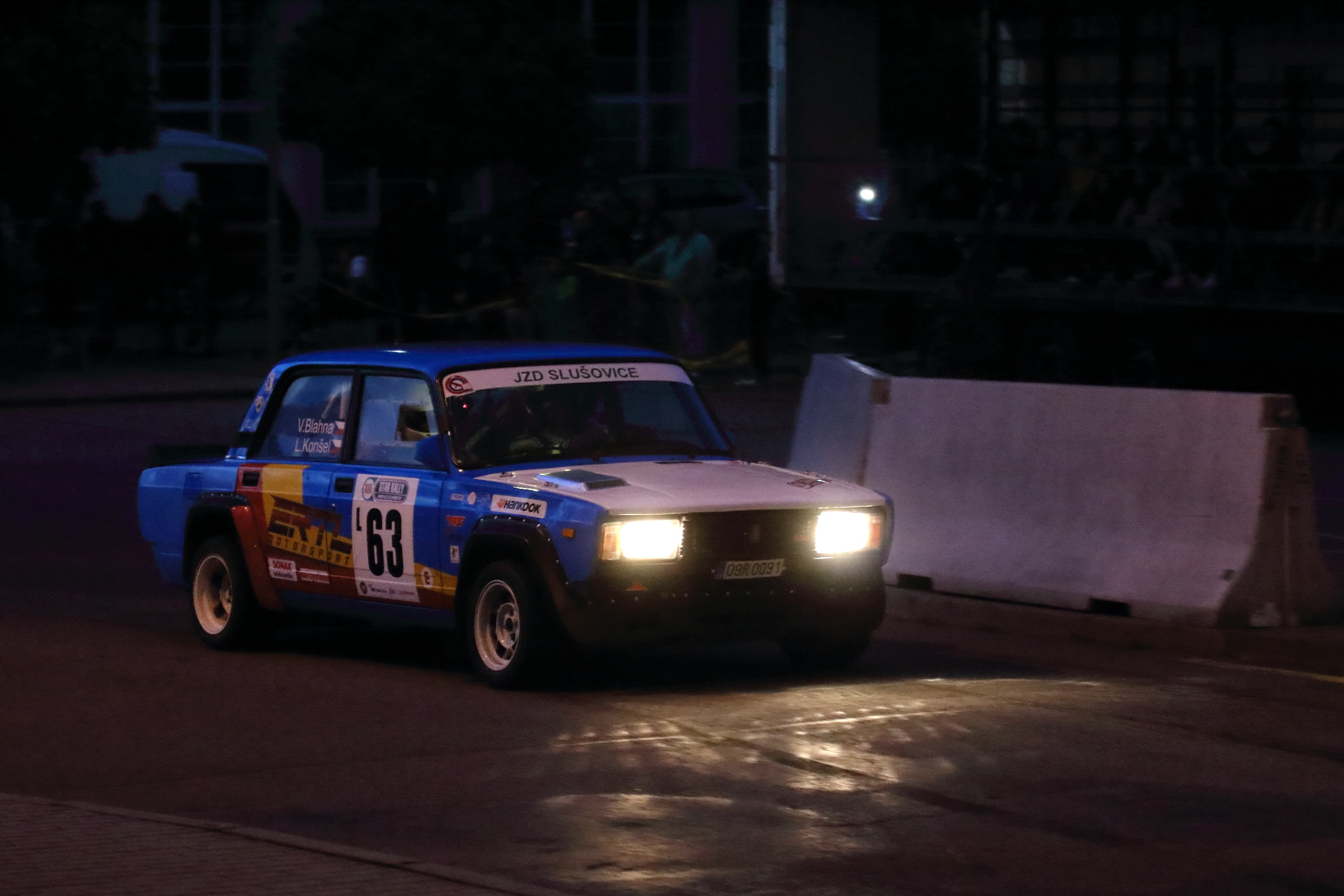
Václav Blahna zvítězil s tovární Škodou 130 RS v roce 1977, v osmdesátých letech soutěžil s vozy Lada VAZ 2105 VFTS
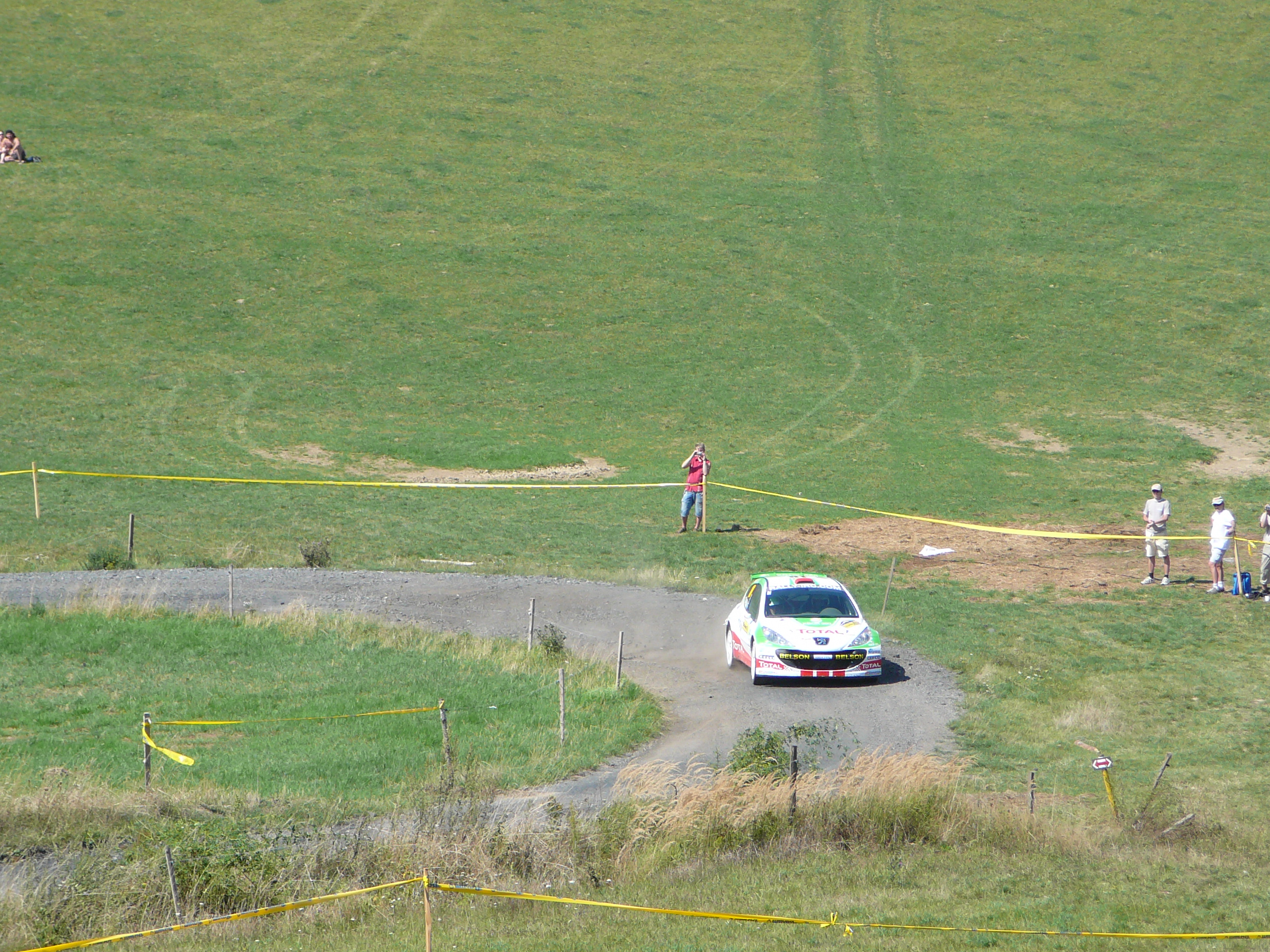
V roce 2007 vítězstvím překvapil Nicolas Vouilloz s Peugeotem 207 S2000
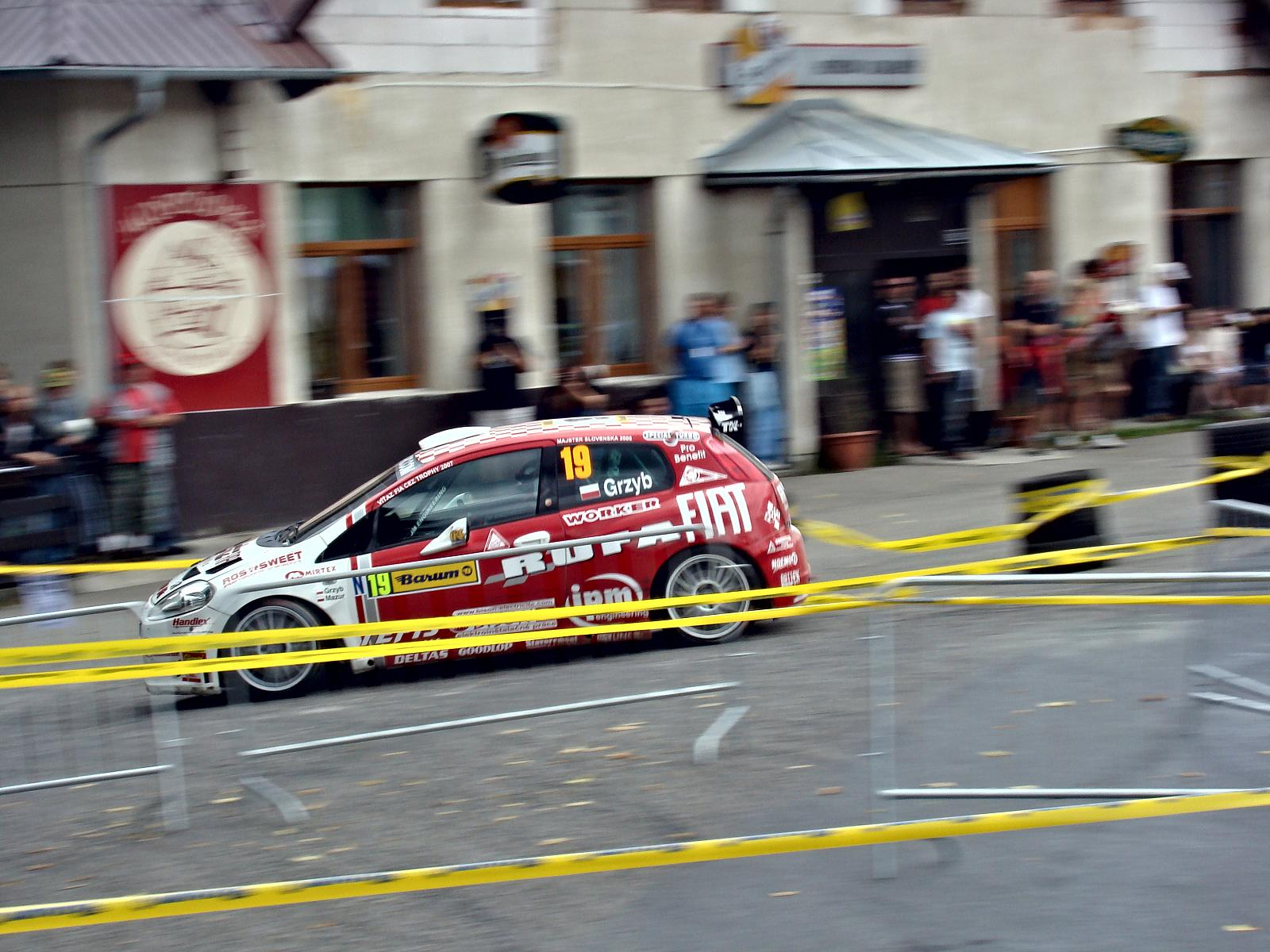
Grzegorz Grzyb – Fiat Grande Punto S2000
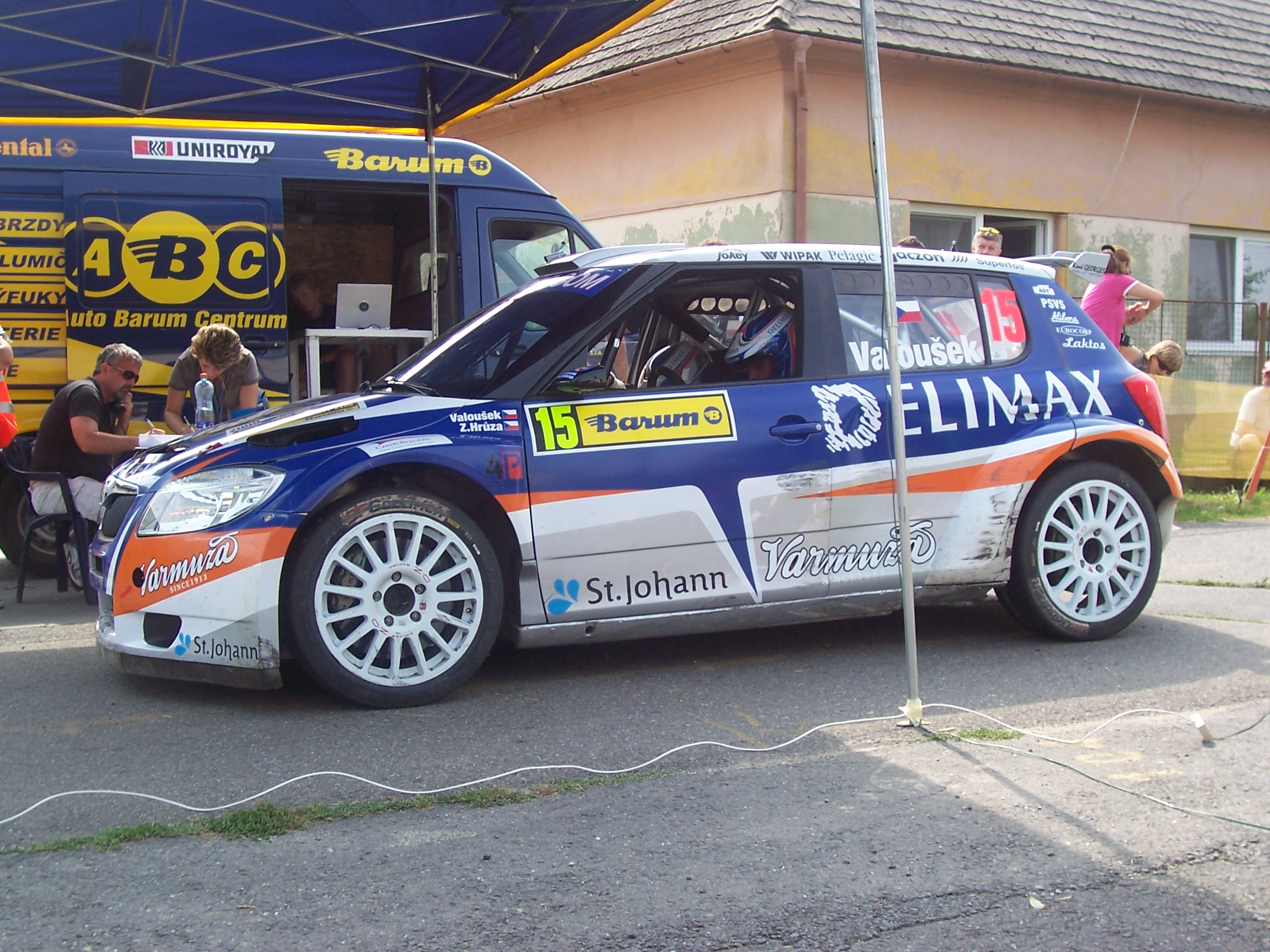
Pavel Valoušek s vozem Škoda Fabia S2000 v roce 2009
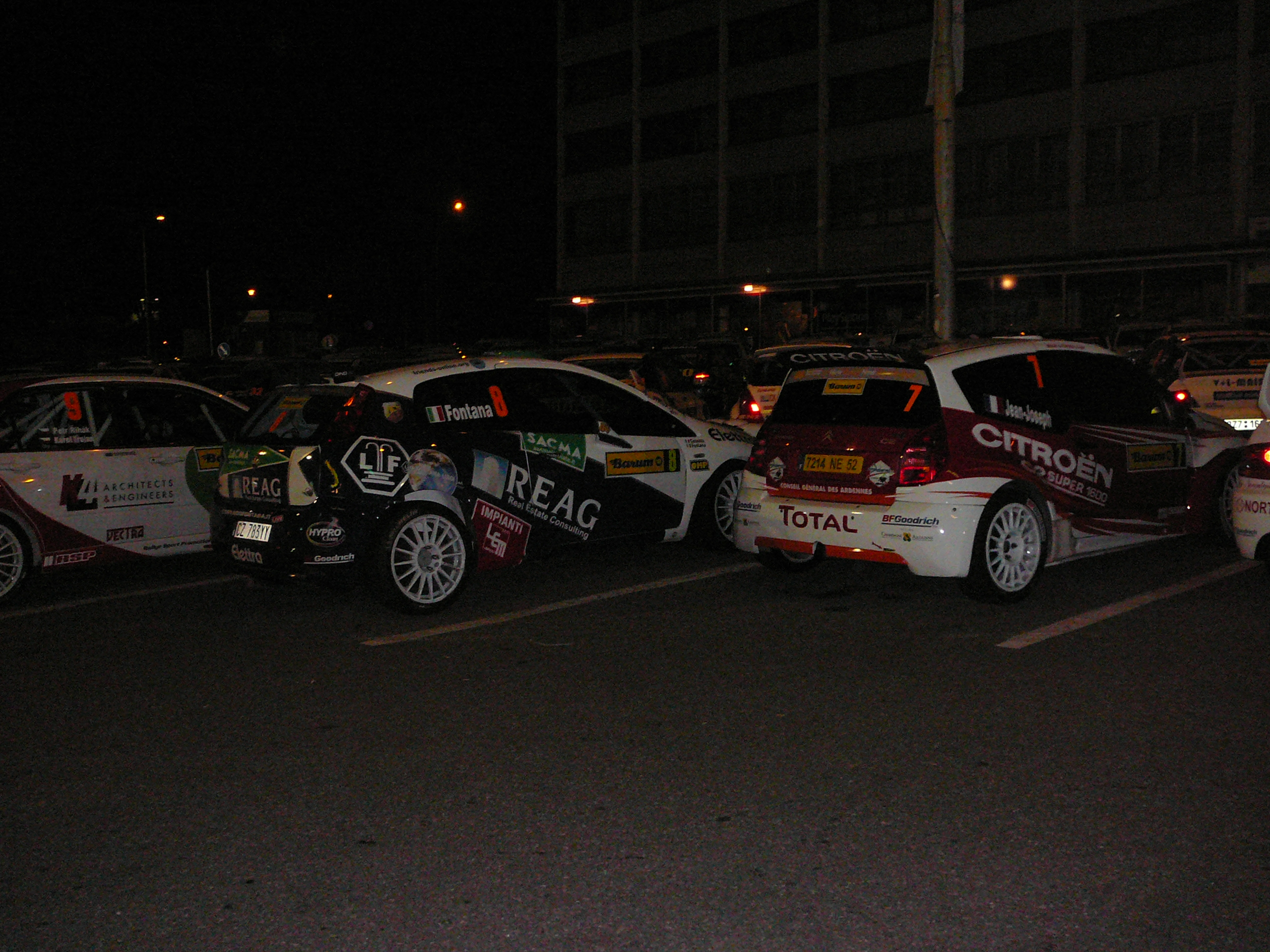
Parc fermé – Zlín
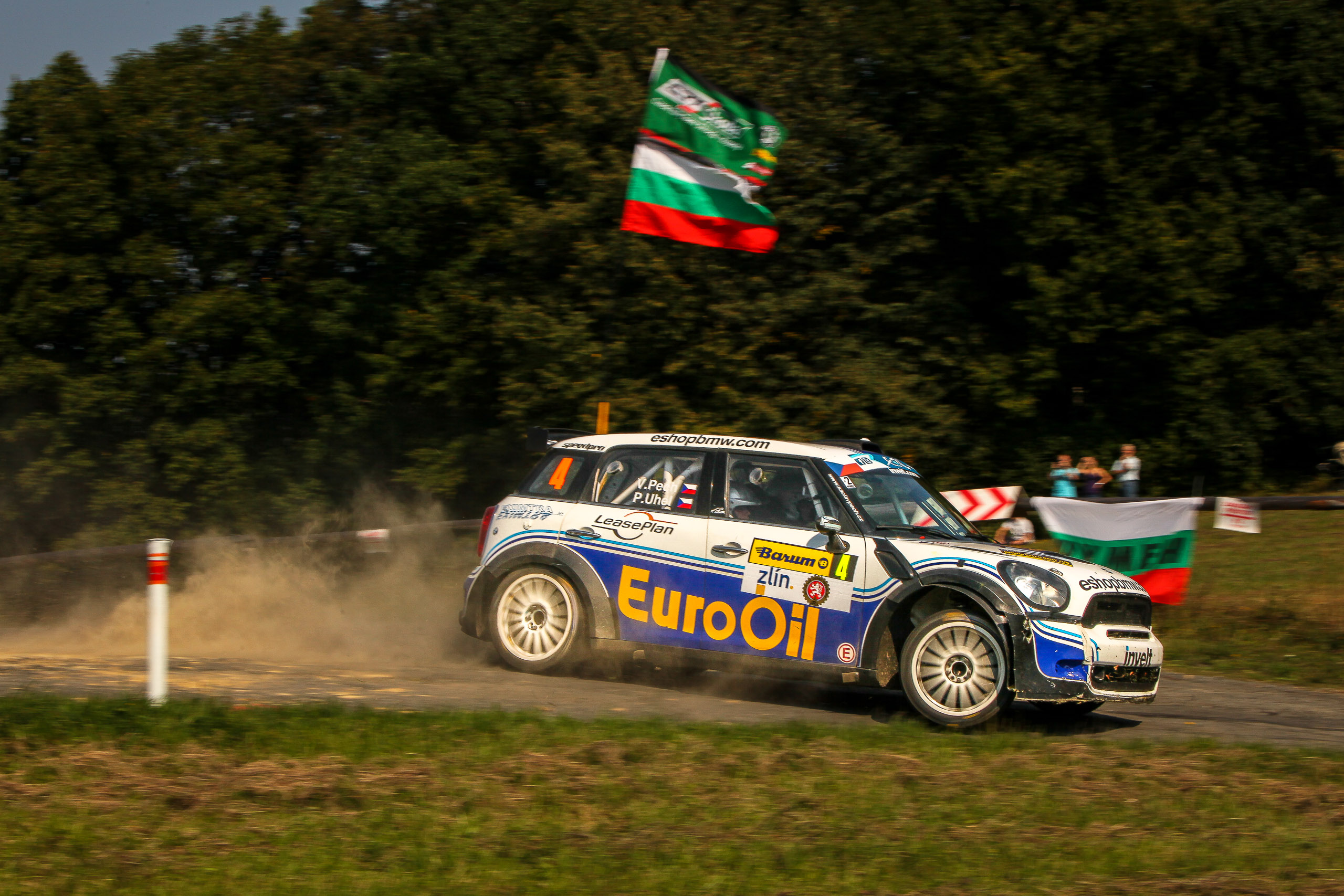
Václav Pech v roce 2013 nestačil na Jana Kopeckého, následující ročník ovládl
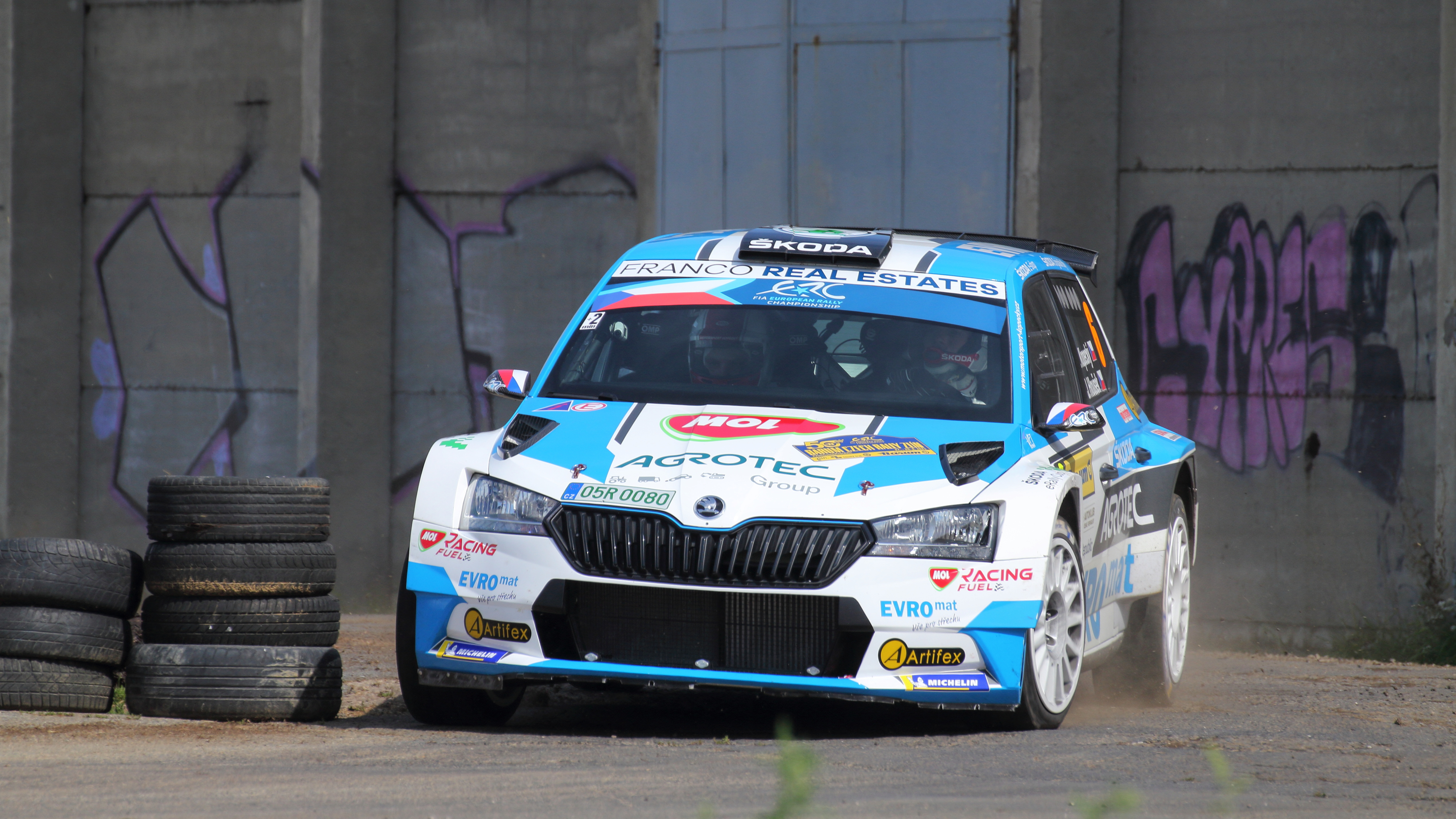
Nejúspěšnější jezdec Jan Kopecký v roce 2021 s vozem Škoda Faba Rally2 evo

## Zlínská nej
- Nejkratší trať: 1992 – 531 km (nepočítaje 1. ročník)
- Nejdelší trať: 1974 – 1200 km
- Nejméně RZ: 1972 – 8 (nepočítaje 1. ročník)
- Nejvíce kilometrů RZ: 1979 – 479 km
- Nejméně startujících: 1993 – 62
- Nejvíce startujících: 1975 – 153
- Nejméně posádek v cíli: 1984 – 29
- Nejvíce posádek v cíli: 1972 – 96
- Nejvíce zahraničních posádek na startu: 1977 – 110

- 1971 – zrod Barum rallye, datum 4. duben
- 1984 – soutěž součástí mistrovství Evropy
- 2002 – soutěž součástí mistrovství Evropy s koeficientem 20
- 2005 – kandidátská podnik mistrovství světa
- 2007 – soutěž součástí Intercontinental Rally Challenge

## Vítězové Barum Czech Rally Zlín

### 1971–1980
| Název ročníku                                                                  | Rychlostní zkoušky                             | Umístění na stupních vítězů | Umístění na stupních vítězů        | Umístění na stupních vítězů                  | Umístění na stupních vítězů |
| Název ročníku                                                                  | Rychlostní zkoušky                             | Pořadí                      | Jezdec Spolujezdec                 | Tým Technika                                 | Čas                         |
| ------------------------------------------------------------------------------ | ---------------------------------------------- | --------------------------- | ---------------------------------- | -------------------------------------------- | --------------------------- |
| 1. Barum Rallye 1971 4. dubna 1971 Amatérský podnik                            | počet zkoušek nedochován 45,00 km              | 1                           | Jan Halmazňa bez spolujezdce       | AMK Vsetín Škoda 1100MB                      | nedochováno                 |
| 1. Barum Rallye 1971 4. dubna 1971 Amatérský podnik                            | počet zkoušek nedochován 45,00 km              | 2                           | Vl. Kostruh bez spolujezdce        | AMK Gottwaldov Škoda                         | nedochováno                 |
| 1. Barum Rallye 1971 4. dubna 1971 Amatérský podnik                            | počet zkoušek nedochován 45,00 km              | 3                           | P. Julina bez spolujezdce          | AMK Gottwaldov Škoda                         | nedochováno                 |
|                                                                                |                                                |                             |                                    |                                              |                             |
| 2. Barum Rallye 1972 2. - 4. června 1972 Druhý podnik mistrovství ČSSR         | 8 zkoušek 56,80 km                             | 1                           | Vladimír Hubáček Vojtěch Rieger    | Dukla Praha Alpine-Renault A110              | 23m 31s                     |
| 2. Barum Rallye 1972 2. - 4. června 1972 Druhý podnik mistrovství ČSSR         | 8 zkoušek 56,80 km                             | 2                           | Oldřech Horsák Jiří Motál          | AZNP Škoda Mladá Boleslav Škoda 120 S        | 23m 53s                     |
| 2. Barum Rallye 1972 2. - 4. června 1972 Druhý podnik mistrovství ČSSR         | 8 zkoušek 56,80 km                             | 3                           | Milan Žid Jan Soukup               | AZNP Škoda Mladá Boleslav Škoda 120 S        | 33m 33s                     |
|                                                                                |                                                |                             |                                    |                                              |                             |
| 3. Barum Rallye 1973 8. - 10. června 1973 Druhý podnik mistrovství ČSSR        | 14 zkoušek + 2 okruhy 260,50 km                | 1                           | Vladimír Hubáček Stanislav Minařík | ÚVMV Praha Alpine-Renault A110               | 2h 33m 55s                  |
| 3. Barum Rallye 1973 8. - 10. června 1973 Druhý podnik mistrovství ČSSR        | 14 zkoušek + 2 okruhy 260,50 km                | 2                           | Oldřech Horsák Jiří Motál          | AZNP Škoda Mladá Boleslav Škoda 120 S        | 2h 39m 02s                  |
| 3. Barum Rallye 1973 8. - 10. června 1973 Druhý podnik mistrovství ČSSR        | 14 zkoušek + 2 okruhy 260,50 km                | 3                           | Milan Žid Jan Soukup               | AZNP Škoda Mladá Boleslav Škoda 120 S        | 2h 46m 41s                  |
|                                                                                |                                                |                             |                                    |                                              |                             |
| 4. Barum Rallye 1974 30. května - 1. června 1974 Druhý podnik mistrovství ČSSR | 15 zkoušek 68,00 km (nedochován přesný počet)  | 1                           | Wolfgang Hauck Willi-Peter Pitz    | Team Matter Karlsdorf Porsche 911 Carrera    | 1h 55m 53s                  |
| 4. Barum Rallye 1974 30. května - 1. června 1974 Druhý podnik mistrovství ČSSR | 15 zkoušek 68,00 km (nedochován přesný počet)  | 2                           | Ilia Chubrikov Kiro Kirov          | bez týmu Renault 12 Gordini                  | 1h 57m 47s                  |
| 4. Barum Rallye 1974 30. května - 1. června 1974 Druhý podnik mistrovství ČSSR | 15 zkoušek 68,00 km (nedochován přesný počet)  | 3                           | Zdeněk Ponec Zdeněk Turek          | ÚAMK Praha Renault 12 Gordini                | 2h 01m 17s                  |
|                                                                                |                                                |                             |                                    |                                              |                             |
| 5. Barum Rallye 1975 29. - 30. srpna 1975 Čtvrtý podnik mistrovství ČSSR       | 17 zkoušek + 1 okruh nedochována délka soutěže | 1                           | Vladimír Hubáček Stanislav Minařík | ÚAMK Praha Alpine-Renault A110               | 1h 36m 56s                  |
| 5. Barum Rallye 1975 29. - 30. srpna 1975 Čtvrtý podnik mistrovství ČSSR       | 17 zkoušek + 1 okruh nedochována délka soutěže | 2                           | John Haugland Fred Gallagher       | N.N.K. Aurskog Holand Škoda 120 S Rallye     | 1h 41m 02s                  |
| 5. Barum Rallye 1975 29. - 30. srpna 1975 Čtvrtý podnik mistrovství ČSSR       | 17 zkoušek + 1 okruh nedochována délka soutěže | 3                           | Karel Šimek Otto Landecký          | AZNP Škoda Mladá Boleslav Škoda 120 S Rallye | 1h 42m 57s                  |
|                                                                                |                                                |                             |                                    |                                              |                             |
| 6. Barum Rallye 1976 27. - 29. srpna 1976 Volný podnik                         | 18 zkoušek + 2 okruhy 297,00 km                | 1                           | John Haugland Arild Antonsen       | Aker Barmu Škoda 130 RS                      | 3h 15m 51s                  |
| 6. Barum Rallye 1976 27. - 29. srpna 1976 Volný podnik                         | 18 zkoušek + 2 okruhy 297,00 km                | 2                           | Wolfgang Šulc Fritzl Weixelbraun   | Bosch Racing Team Porsche 911 Carrera RS     | 3h 19m 35s                  |
| 6. Barum Rallye 1976 27. - 29. srpna 1976 Volný podnik                         | 18 zkoušek + 2 okruhy 297,00 km                | 3                           | Ingvar Carlsson Roland Jonsson     | SMK Nyköping BMW 2002                        | 3h 20m 56s                  |
|                                                                                |                                                |                             |                                    |                                              |                             |
| 7. Barum Rallye 1977 12. - 13. srpna 1977 V rámci Mitropa                      | 20 zkoušek + 1 okruh 373,00 km                 | 1                           | Václav Blahna Lubislav Hlávka      | AZNP Škoda Mladá Boleslav Škoda 130 RS       | 3h 48m 30s                  |
| 7. Barum Rallye 1977 12. - 13. srpna 1977 V rámci Mitropa                      | 20 zkoušek + 1 okruh 373,00 km                 | 2                           | Franz Wittmann sen. Kurt Nestinger | Bosch Racing Team Vienna Opel Kadett GT/E    | 3h 49m 45s                  |
| 7. Barum Rallye 1977 12. - 13. srpna 1977 V rámci Mitropa                      | 20 zkoušek + 1 okruh 373,00 km                 | 3                           | Josef Sivík Ivan Šťourač           | Barum Team Renault 17 Gordini                | 3h 55m 19s                  |
|                                                                                |                                                |                             |                                    |                                              |                             |
| 8. Barum Rallye 1978 18. - 19. srpna 1978 V rámci Mitropa                      | 22 zkoušek 409,00 km                           | 1                           | Jiří Šedivý Jiří Janeček           | Škoda Auto Škoda 130 RS                      | 4h 19m 52s                  |
| 8. Barum Rallye 1978 18. - 19. srpna 1978 V rámci Mitropa                      | 22 zkoušek 409,00 km                           | 2                           | Attila Ferjánc Mihály Varga        | bez týmu Renault 5 Alpine                    | 4h 26m 39s                  |
| 8. Barum Rallye 1978 18. - 19. srpna 1978 V rámci Mitropa                      | 22 zkoušek 409,00 km                           | 3                           | Bengt Lundström Leif Andersson     | Skillingaryts MK Toyota Corolla GT           | 4h 27m 42s                  |
|                                                                                |                                                |                             |                                    |                                              |                             |
| 9. Barum Rallye 1979 31. srpna - 1. září 1979 V rámci Mitropa                  | 27 zkoušek 494,72 km                           | 1                           | John Haugland Jan-Olof Bohlin      | bez týmu Škoda 130 RS                        | 4h 46m 26s                  |
| 9. Barum Rallye 1979 31. srpna - 1. září 1979 V rámci Mitropa                  | 27 zkoušek 494,72 km                           | 2                           | Leo Pavlík Lubislav Hlávka         | Agroteam Renault 5 Alpine                    | 4h 52m 56s                  |
| 9. Barum Rallye 1979 31. srpna - 1. září 1979 V rámci Mitropa                  | 27 zkoušek 494,72 km                           | 3                           | Jiří Šedivý Jiří Janeček           | AMK Škoda Škoda 130 RS                       | 4h 54m 09s                  |
|                                                                                |                                                |                             |                                    |                                              |                             |
| 10. Barum Rallye 1980 8. - 9. srpna 1980 V rámci Mitropa                       | 29 zkoušek 422,81 km                           | 1                           | John Haugland Jan-Olof Bohlin      | AZNP Škoda Mladá Boleslav Škoda 130 RS       | 4h 32m 50s                  |
| 10. Barum Rallye 1980 8. - 9. srpna 1980 V rámci Mitropa                       | 29 zkoušek 422,81 km                           | 2                           | Svatopluk Kvaizar Jiří Kotek       | AZNP Škoda Mladá Boleslav Škoda 130 RS       | 4h 36m 25s                  |
| 10. Barum Rallye 1980 8. - 9. srpna 1980 V rámci Mitropa                       | 29 zkoušek 422,81 km                           | 3                           | Jiří Šedivý Jiří Janeček           | AZNP Škoda Mladá Boleslav Škoda 130 RS       | 4h 39m 53s                  |
|                                                                                |                                                |                             |                                    |                                              |                             |

### 1981–1990
| Název ročníku | Rychlostní zkoušky                             | Umístění na stupních vítězů | Umístění na stupních vítězů             | Umístění na stupních vítězů                         | Umístění na stupních vítězů |
| Název ročníku | Rychlostní zkoušky                             | Pořadí                      | Jezdec Spolujezdec                      | Tým Technika                                        | Čas                         |
| --- | ---------------------------------------------- | --------------------------- | --------------------------------------- | --------------------------------------------------- | --------------------------- |
| 11. Barum Rallye 1981 7. - 8. srpna 1981 V rámci Alpe Adria Rally Cup                                                                                                  | 29 zkoušek 422,81 km                           | 1                           | Antonio Zanussi Stefano Fachim          | bez týmu Porsche 911 SC                             | 4h 05m 54s                  |
| 11. Barum Rallye 1981 7. - 8. srpna 1981 V rámci Alpe Adria Rally Cup                                                                                                  | 29 zkoušek 422,81 km                           | 2                           | Václav Blahna Pavel Schovánek           | AZNP Škoda Mladá Boleslav Škoda 130 RS              | 4h 08m 52s                  |
| 11. Barum Rallye 1981 7. - 8. srpna 1981 V rámci Alpe Adria Rally Cup                                                                                                  | 29 zkoušek 422,81 km                           | 3                           | John Haugland Jan-Olof Bohlin           | AZNP Škoda Mladá Boleslav Škoda 130 RS              | 4h 09m 38s                  |
| |                                                |                             |                                         |                                                     |                             |
| 12. Barum Rallye 1982 14. - 15. srpna 1982 Šestý podnik Alpe Adria Rally Cup                                                                                           | 26 zkoušek 467,00 km (RZ26 zrušena - 28,00 km) | 1                           | Gerhard Kalnay Ferdi Hinterleitner      | Bosch Racing Team Opel Ascona 400                   | 4h 12m 54s                  |
| 12. Barum Rallye 1982 14. - 15. srpna 1982 Šestý podnik Alpe Adria Rally Cup                                                                                           | 26 zkoušek 467,00 km (RZ26 zrušena - 28,00 km) | 2                           | John Haugland Jan-Olof Bohlin           | AZNP Škoda Mladá Boleslav Škoda 130 RS              | 4h 13m 51s                  |
| 12. Barum Rallye 1982 14. - 15. srpna 1982 Šestý podnik Alpe Adria Rally Cup                                                                                           | 26 zkoušek 467,00 km (RZ26 zrušena - 28,00 km) | 3                           | Ladislav Křeček Bořivoj Motl            | AZNP Škoda Mladá Boleslav Škoda 130 RS              | 4h 17m 26s                  |
| |                                                |                             |                                         |                                                     |                             |
| 13. Barum Rallye 1983 19. - 20. srpna 1983 Pátý podnik Alpe Adria Rally Cup                                                                                            | 25 zkoušek 378,00 km                           | 1                           | Ladislav Křeček Bořivoj Motl            | ÚAMK Škoda Mladá Boleslav Škoda 130 RS              | 3h 48m 32s                  |
| 13. Barum Rallye 1983 19. - 20. srpna 1983 Pátý podnik Alpe Adria Rally Cup                                                                                            | 25 zkoušek 378,00 km                           | 2                           | Svatopluk Kvaizar Jiří Janeček          | ÚAMK Škoda Mladá Boleslav Škoda 130 RS              | 3h 51m 29s                  |
| 13. Barum Rallye 1983 19. - 20. srpna 1983 Pátý podnik Alpe Adria Rally Cup                                                                                            | 25 zkoušek 378,00 km                           | 3                           | Václav Blahna Pavel Schovánek           | Agroteam JZD Slušovice Škoda 130 RS                 | 3h 52m 34s                  |
| |                                                |                             |                                         |                                                     |                             |
| 14. Barum Rallye 1984 29. - 30. června 1984 27 podnik mistrovství Evropy Pátý podnik Mitropa V rámci Alpe Adria Rally Cup                                              | 33 zkoušek 412,00 km (RZ4 zrušena - 19,50 km)  | 1                           | Harald Demuth Willy Lux                 | Schmith Motorsport Audi 80 Quattro                  | 4h 05m 41s                  |
| 14. Barum Rallye 1984 29. - 30. června 1984 27 podnik mistrovství Evropy Pátý podnik Mitropa V rámci Alpe Adria Rally Cup                                              | 33 zkoušek 412,00 km (RZ4 zrušena - 19,50 km)  | 2                           | Matthias Moosleitner Battista Cantonati | bez týmu Opel Manta 400                             | 4h 14m 09s                  |
| 14. Barum Rallye 1984 29. - 30. června 1984 27 podnik mistrovství Evropy Pátý podnik Mitropa V rámci Alpe Adria Rally Cup                                              | 33 zkoušek 412,00 km (RZ4 zrušena - 19,50 km)  | 3                           | Leo Pavlík František Šimek              | Agroteam JZD Slušovice Opel Manta 200               | 4h 15m 14s                  |
| |                                                |                             |                                         |                                                     |                             |
| 15. Barum Rallye 1985 20. - 23. června 1985 25 podnik mistrovství Evropy Třetí podnik Mitropa                                                                          | 37 zkoušek 453,00 km                           | 1                           | Harald Demuth Emilio Radaelli           | Audi Sport Europa Team Audi Quattro A2              | 4h 47m 08s                  |
| 15. Barum Rallye 1985 20. - 23. června 1985 25 podnik mistrovství Evropy Třetí podnik Mitropa                                                                          | 37 zkoušek 453,00 km                           | 2                           | Brane Küzmič Rudi Šali                  | bez týmu Renault 5 Turbo                            | 5h 01m 44s                  |
| 15. Barum Rallye 1985 20. - 23. června 1985 25 podnik mistrovství Evropy Třetí podnik Mitropa                                                                          | 37 zkoušek 453,00 km                           | 3                           | Reinhard Hainbach Erhard Ricken         | bez týmu Opel Manta 400                             | 5h 08m 04s                  |
| |                                                |                             |                                         |                                                     |                             |
| 16. Barum Tříbeč Rallye 1986 27. - 29. června 1986 26 podnik mistrovství Evropy Čtvrtý podnik Mitropa                                                                  | 21 zkoušek 307,20 km                           | 1                           | Leo Pavlík Karel Jirátko                | AMK JZD Slušovice Audi Quattro A2                   | 3h 15m 01s                  |
| 16. Barum Tříbeč Rallye 1986 27. - 29. června 1986 26 podnik mistrovství Evropy Čtvrtý podnik Mitropa                                                                  | 21 zkoušek 307,20 km                           | 2                           | Jiří Sedlář Josef Častulík              | JZD Podhoran Lukov Škoda 130 LR                     | 3h 21m 57s                  |
| 16. Barum Tříbeč Rallye 1986 27. - 29. června 1986 26 podnik mistrovství Evropy Čtvrtý podnik Mitropa                                                                  | 21 zkoušek 307,20 km                           | 3                           | Armin Schwarz Hans-Joachim Hösch        | bez týmu Audi 80 Quattro                            | 3h 27m 42s                  |
| |                                                |                             |                                         |                                                     |                             |
| 17. Barum Tříbeč Rallye 1987 5. - 6. června 1987 19 podnik mistrovství Evropy Třetí podnik Mitropa                                                                     | 27 zkoušek 297,57 km                           | 1                           | Attila Ferjánc János Tandari            | Camel Rally Team Audi 90 Quattro                    | 3h 24m 58s                  |
| 17. Barum Tříbeč Rallye 1987 5. - 6. června 1987 19 podnik mistrovství Evropy Třetí podnik Mitropa                                                                     | 27 zkoušek 297,57 km                           | 2                           | Leo Pavlík Karel Jirátko                | AMK JZD Slušovice Audi Coupé Quattro                | 3h 26m 07s                  |
| 17. Barum Tříbeč Rallye 1987 5. - 6. června 1987 19 podnik mistrovství Evropy Třetí podnik Mitropa                                                                     | 27 zkoušek 297,57 km                           | 3                           | Raimund Baumschlager Andreas Wolf       | Vredestein Rally Team Toyota Corolla GT             | 3h 33m 39s                  |
| |                                                |                             |                                         |                                                     |                             |
| 18. Barum Tříbeč Rallye 1988 16. - 19. června 1988 20 podnik mistrovství Evropy Třetí podnik Mitropa Čtvrtý podnik mistrovství Rakouska Čtvrtý podnik mistrovství ČSSR | 30 zkoušek 295,18 km                           | 1                           | Franz Wittmann sen. Jörg Patterman      | Lancia Rally Team Lancia Delta HF 4WD               | 3h 03m 57s                  |
| 18. Barum Tříbeč Rallye 1988 16. - 19. června 1988 20 podnik mistrovství Evropy Třetí podnik Mitropa Čtvrtý podnik mistrovství Rakouska Čtvrtý podnik mistrovství ČSSR | 30 zkoušek 295,18 km                           | 2                           | Attila Ferjánc János Tandari            | Camel Rally Team Audi 90 Quattro                    | 3h 04m 44s                  |
| 18. Barum Tříbeč Rallye 1988 16. - 19. června 1988 20 podnik mistrovství Evropy Třetí podnik Mitropa Čtvrtý podnik mistrovství Rakouska Čtvrtý podnik mistrovství ČSSR | 30 zkoušek 295,18 km                           | 3                           | Leo Pavlík Karel Jirátko                | AMK JZD Slušovice Audi Coupé Quattro                | 3h 10m 22s                  |
| |                                                |                             |                                         |                                                     |                             |
| 19. Barum Rallye 1989 15. - 18. června 1989 21 podnik mistrovství Evropy Třetí podnik Mitropa Čtvrtý podnik mistrovství Rakouska Čtvrtý podnik mistrovství ČSSR        | 34 zkoušek 295,28 km                           | 1                           | Franz Wittmann sen. Jörg Patterman      | Lancia Rally Team Austria Lancia Delta HF Integrale | 3h 01m 16s                  |
| 19. Barum Rallye 1989 15. - 18. června 1989 21 podnik mistrovství Evropy Třetí podnik Mitropa Čtvrtý podnik mistrovství Rakouska Čtvrtý podnik mistrovství ČSSR        | 34 zkoušek 295,28 km                           | 2                           | Raimund Baumschlager Ruben Zeltner      | Vredestein Rally Team Volkswagen Golf GTi 16V       | 3h 01m 57s                  |
| 19. Barum Rallye 1989 15. - 18. června 1989 21 podnik mistrovství Evropy Třetí podnik Mitropa Čtvrtý podnik mistrovství Rakouska Čtvrtý podnik mistrovství ČSSR        | 34 zkoušek 295,28 km                           | 3                           | Leo Pavlík Karel Jirátko                | AMK JZD Slušovice Audi Coupé Quattro                | 3h 06m 36s                  |
| |                                                |                             |                                         |                                                     |                             |
| 20. Barum Rallye 1990 15. - 16. června 1990 23 podnik mistrovství Evropy V rámci Mitropa V rámci mistrovství Rakouska Čtvrtý podnik mistrovství ČSFR                   | 36 zkoušek 348,95 km                           | 1                           | Mikael Sundström Juha Repo              | Mazda Rally Team Finland Mazda 323 4WD              | 3h 33m 01s                  |
| 20. Barum Rallye 1990 15. - 16. června 1990 23 podnik mistrovství Evropy V rámci Mitropa V rámci mistrovství Rakouska Čtvrtý podnik mistrovství ČSFR                   | 36 zkoušek 348,95 km                           | 2                           | John Bosch Kevin Gormley                | Marlboro BMW Dealer BMW M3                          | 3h 33m 50s                  |
| 20. Barum Rallye 1990 15. - 16. června 1990 23 podnik mistrovství Evropy V rámci Mitropa V rámci mistrovství Rakouska Čtvrtý podnik mistrovství ČSFR                   | 36 zkoušek 348,95 km                           | 3                           | Attila Ferjáncz János Tandari           | Camel Rallye Team Lancia Delta Integrale            | 3h 36m 54s                  |
| |                                                |                             |                                         |                                                     |                             |

### 1991–2000
| Název ročníku | Rychlostní zkoušky                             | Umístění na stupních vítězů | Umístění na stupních vítězů          | Umístění na stupních vítězů                         | Umístění na stupních vítězů |
| Název ročníku | Rychlostní zkoušky                             | Pořadí                      | Jezdec Spolujezdec                   | Tým Technika                                        | Čas                         |
| --- | ---------------------------------------------- | --------------------------- | ------------------------------------ | --------------------------------------------------- | --------------------------- |
| 21. Barum Rallye 1991 14. - 16. června 1991 23 podnik mistrovství Evropy Čtvrtý podnik mistrovství Rakouska Třetí podnik mistrovství ČSFR       | 38 zkoušek 349,54 km                           | 1                           | Patrick Snijers Dany Colebunders     | Bastos Ford Rally Team Ford Sierra RS Cosworth 4x4  | 3h 20m 32s                  |
| 21. Barum Rallye 1991 14. - 16. června 1991 23 podnik mistrovství Evropy Čtvrtý podnik mistrovství Rakouska Třetí podnik mistrovství ČSFR       | 38 zkoušek 349,54 km                           | 2                           | Mikael Sundström Jakke Honkanen      | Mazda Rally Team Finland Mazda 323 4WD              | 3h 24m 21s                  |
| 21. Barum Rallye 1991 14. - 16. června 1991 23 podnik mistrovství Evropy Čtvrtý podnik mistrovství Rakouska Třetí podnik mistrovství ČSFR       | 38 zkoušek 349,54 km                           | 3                           | Christoph Dirtl Jörg Patterman       | Lancia Rallye Team Lancia Delta Integrale           | 3h 28m 40s                  |
| |                                                |                             |                                      |                                                     |                             |
| 22. Barum Rallye 1992 12. - 14. června 1992 22 podnik mistrovství Evropy Pátý podnik mistrovství Rakouska Třetí podnik mistrovství ČSFR         | 36 zkoušek 335,91 km                           | 1                           | Erwin Weber Manfred Hiemer           | Mitsubishi Motors Mitsubishi Galant VR-4            | 3h 10m 13s                  |
| 22. Barum Rallye 1992 12. - 14. června 1992 22 podnik mistrovství Evropy Pátý podnik mistrovství Rakouska Třetí podnik mistrovství ČSFR         | 36 zkoušek 335,91 km                           | 2                           | Franz Wittmann sen. Jörg Patterman   | Toyota Team Austria Toyota Celica 4WD               | 3h 16m 50s                  |
| 22. Barum Rallye 1992 12. - 14. června 1992 22 podnik mistrovství Evropy Pátý podnik mistrovství Rakouska Třetí podnik mistrovství ČSFR         | 36 zkoušek 335,91 km                           | 3                           | Walter Mayer Harald Gottlieb         | bez týmu Ford Sierra RS Cosworth                    | 3h 22m 23s                  |
| |                                                |                             |                                      |                                                     |                             |
| 23. Barum Rallye 1993 4. - 6. června 1993 19 podnik mistrovství Evropy Šestý podnik mistrovství ČSFR                                            | 33 zkoušek 321,56 km                           | 1                           | Raimund Baumschlager Klaus Wicha     | Red Bull Motorsport Ford Escort RS Cosworth         | 3h 03m 21s                  |
| 23. Barum Rallye 1993 4. - 6. června 1993 19 podnik mistrovství Evropy Šestý podnik mistrovství ČSFR                                            | 33 zkoušek 321,56 km                           | 2                           | Václav Blahna Pavel Schovánek        | Pepsi Cola - Vitar Ford Sierra RS Cosworth          | 3h 14m 34s                  |
| 23. Barum Rallye 1993 4. - 6. června 1993 19 podnik mistrovství Evropy Šestý podnik mistrovství ČSFR                                            | 33 zkoušek 321,56 km                           | 3                           | Ladislav Křeček Jan Krečman          | Večerník Praha Ford Escort RS Cosworth              | 3h 17m 26s                  |
| |                                                |                             |                                      |                                                     |                             |
| 24. Barum Rallye 1994 19. - 21. srpna 1994 36 podnik mistrovství Evropy Devátý podnik mistrovství České republiky                               | 27 zkoušek 295,18 km                           | 1                           | Patrick Snijers Dany Colebunders     | Bartos Ford Credit Ford Sierra RS Cosworth          | 2h 46m 14s                  |
| 24. Barum Rallye 1994 19. - 21. srpna 1994 36 podnik mistrovství Evropy Devátý podnik mistrovství České republiky                               | 27 zkoušek 295,18 km                           | 2                           | Enrico Bertone Miroslav Houšť        | VW Sport Zlín Toyota Celica Turbo 4WD               | 2h 47m 40s                  |
| 24. Barum Rallye 1994 19. - 21. srpna 1994 36 podnik mistrovství Evropy Devátý podnik mistrovství České republiky                               | 27 zkoušek 295,18 km                           | 3                           | Jozef Béreš sen. Michal Koči         | Styllex Tuning Motorsport Nissan Pulsar GTi-R       | 3h 02m 09s                  |
| |                                                |                             |                                      |                                                     |                             |
| 25. Barum Rallye 1995 18. - 20. srpna 1995 36 podnik mistrovství Evropy Osmý podnik mistrovství České republiky                                 | 22 zkoušek 225,12 km                           | 1                           | Enrico Bertone Massimo Chiapponi     | CW Sport Zlín Toyota Celica Turbo 4WD               | 2h 08m 48s                  |
| 25. Barum Rallye 1995 18. - 20. srpna 1995 36 podnik mistrovství Evropy Osmý podnik mistrovství České republiky                                 | 22 zkoušek 225,12 km                           | 2                           | Raimund Baumschlager Ernest Loidl    | Kalivoda Engineering Audi Coupé S2                  | 2h 10m 39s                  |
| 25. Barum Rallye 1995 18. - 20. srpna 1995 36 podnik mistrovství Evropy Osmý podnik mistrovství České republiky                                 | 22 zkoušek 225,12 km                           | 3                           | Stanislav Chovanec Henrich Kunus     | Matador Rally Team Slovakia Ford Escort RS Cosworth | 2h 11m 29s                  |
| |                                                |                             |                                      |                                                     |                             |
| 26. Barum Rallye 1996 8. - 11. srpna 1996 33 podnik mistrovství Evropy Osmý podnik mistrovství České republiky                                  | 25 zkoušek 214,17 km                           | 1                           | Stanislav Chovanec Henrich Kurus     | Matador Rally Team Ford Escort RS Cosworth          | 2h 02m 55s                  |
| 26. Barum Rallye 1996 8. - 11. srpna 1996 33 podnik mistrovství Evropy Osmý podnik mistrovství České republiky                                  | 25 zkoušek 214,17 km                           | 2                           | Ladislav Křeček Jan Krečman          | Benzina Mogul Team Ford Escort RS Cosworth          | 2h 05m 00s                  |
| 26. Barum Rallye 1996 8. - 11. srpna 1996 33 podnik mistrovství Evropy Osmý podnik mistrovství České republiky                                  | 25 zkoušek 214,17 km                           | 3                           | Raimund Baumschlager Klaus Wicha     | Remus Racing Volkswagen Golf GTi 16V                | 2h 07m14s                   |
| |                                                |                             |                                      |                                                     |                             |
| 27. Barum Rally 1997 8. - 10. srpna 1997 37 podnik mistrovství Evropy Sedmý podnik mistrovství České republiky                                  | 18 zkoušek 253,90 km                           | 1                           | Enrico Bertone Michal Koči           | Styllex Tuning Motorsport Toyota Celica Turbo 4WD   | 2h 23m 43s                  |
| 27. Barum Rally 1997 8. - 10. srpna 1997 37 podnik mistrovství Evropy Sedmý podnik mistrovství České republiky                                  | 18 zkoušek 253,90 km                           | 2                           | Stanislav Chovanec Henrich Kurus     | Matador Rally Team Slovakia Ford Escort RS Cosworth | 2h 24m 31s                  |
| 27. Barum Rally 1997 8. - 10. srpna 1997 37 podnik mistrovství Evropy Sedmý podnik mistrovství České republiky                                  | 18 zkoušek 253,90 km                           | 3                           | Milan Dolák Jaroslav Palivec         | HRS Team Toyota Celica GT-Four                      | 2h 26m 19s                  |
| |                                                |                             |                                      |                                                     |                             |
| 28. Barum Rally 1998 7. - 8. srpna 1998 39 podnik mistrovství Evropy Sedmý podnik mistrovství České republiky Pátý podnik mistrovství Slovenska | 20 zkoušek 248,28 km                           | 1                           | Enrico Bertone Michal Koči           | Styllex Tuning Motorsport Toyota Celica GT-Four     | 2h 20m 1.6s                 |
| 28. Barum Rally 1998 7. - 8. srpna 1998 39 podnik mistrovství Evropy Sedmý podnik mistrovství České republiky Pátý podnik mistrovství Slovenska | 20 zkoušek 248,28 km                           | 2                           | Ladislav Křeček Jan Krečman          | Benzina Mogul Team Ford Escort RS Cosworth          | 2h 21m 10.11s               |
| 28. Barum Rally 1998 7. - 8. srpna 1998 39 podnik mistrovství Evropy Sedmý podnik mistrovství České republiky Pátý podnik mistrovství Slovenska | 20 zkoušek 248,28 km                           | 3                           | Jaroslav Starý Miroslav Šlambora     | Škoda Motorsport Škoda Octavia Kit Car              | 2h 21m 45.5s                |
| |                                                |                             |                                      |                                                     |                             |
| 29. Barum Rally 1999 6. - 7. srpna 1999 34 podnik mistrovství Evropy Sedmý podnik mistrovství České republiky                                   | 18 zkoušek 230,71 km (RZ12 zrušena - 10,25 km) | 1                           | Janusz Kulig Emil Horniaček          | AMK Transpetrol Senica Toyota Celica GT-Four        | 2h 03m 47.9s                |
| 29. Barum Rally 1999 6. - 7. srpna 1999 34 podnik mistrovství Evropy Sedmý podnik mistrovství České republiky                                   | 18 zkoušek 230,71 km (RZ12 zrušena - 10,25 km) | 2                           | Ladislav Křeček Jan Krečman          | Benzina Mogul Team Ford Escort RS Cosworth          | 2h 04m 46.2s                |
| 29. Barum Rally 1999 6. - 7. srpna 1999 34 podnik mistrovství Evropy Sedmý podnik mistrovství České republiky                                   | 18 zkoušek 230,71 km (RZ12 zrušena - 10,25 km) | 3                           | Jan Trojbold ml. Pavlína Trojboldová | Mobil Charouz Racing System Ford Escort RS Cosworth | 2h 04m 55.4s                |
| |                                                |                             |                                      |                                                     |                             |
| 30. Barum Rally 2000 25. - 26. srpna 2000 34 podnik mistrovství Evropy Pátý podnik mistrovství České republiky                                  | 20 zkoušek 258,64 km                           | 1                           | Roman Kresta Jan Tománek             | Škoda Motorsport Škoda Octavia WRC                  | 2h 13m 31.7s                |
| 30. Barum Rally 2000 25. - 26. srpna 2000 34 podnik mistrovství Evropy Pátý podnik mistrovství České republiky                                  | 20 zkoušek 258,64 km                           | 2                           | Enrico Bertone Massimo Chiapponi     | Jolly Club Ford Focus RS WRC '99                    | 2h 15m 37.9s                |
| 30. Barum Rally 2000 25. - 26. srpna 2000 34 podnik mistrovství Evropy Pátý podnik mistrovství České republiky                                  | 20 zkoušek 258,64 km                           | 3                           | Tomáš Hrdinka Jaroslav Palivec       | Styllex Tuning Prosport Subaru Impreza S4 WRC '98   | 2h 16m 29.3s                |
| |                                                |                             |                                      |                                                     |                             |

### 2001–2010
| Název ročníku | Rychlostní zkoušky                             | Umístění na stupních vítězů | Umístění na stupních vítězů               | Umístění na stupních vítězů                         | Umístění na stupních vítězů |
| Název ročníku | Rychlostní zkoušky                             | Pořadí                      | Jezdec Spolujezdec                        | Tým Technika                                        | Čas                         |
| --- | ---------------------------------------------- | --------------------------- | ----------------------------------------- | --------------------------------------------------- | --------------------------- |
| 31. Barum Rally 2001 17. - 18. srpna 2001 34 podnik mistrovství Evropy Pátý podnik mistrovství České republiky                                                               | 18 zkoušek 235,88 km                           | 1                           | Roman Kresta Jan Tománek                  | Škoda Benzina Team Škoda Octavia WRC evo2           | 2h 01m 39.6s                |
| 31. Barum Rally 2001 17. - 18. srpna 2001 34 podnik mistrovství Evropy Pátý podnik mistrovství České republiky                                                               | 18 zkoušek 235,88 km                           | 2                           | Janus Kulig Emil Horniaček                | AMK Mikona Toyota Corolla WRC                       | 2h 03m 24.2s                |
| 31. Barum Rally 2001 17. - 18. srpna 2001 34 podnik mistrovství Evropy Pátý podnik mistrovství České republiky                                                               | 18 zkoušek 235,88 km                           | 3                           | Václav Pech jun. Petr Uhel                | Pemex - IVP Toyota Corolla WRC                      | 2h 04m 16.9s                |
| |                                                |                             |                                           |                                                     |                             |
| 32. Barum Rally Zlín 2002 13. - 15. srpna 2002 33 podnik mistrovství Evropy Pátý podnik mistrovství České republiky                                                          | 18 zkoušek 295,77 km                           | 1                           | Renato Travaglia Flavio Zanella           | F.P.F. Sport Peugeot 206 WRC                        | 2h 34m 25,3s                |
| 32. Barum Rally Zlín 2002 13. - 15. srpna 2002 33 podnik mistrovství Evropy Pátý podnik mistrovství České republiky                                                          | 18 zkoušek 295,77 km                           | 2                           | Leszek Kuzaj Erwin Mombaerts              | Peugeot Sport Polska Peugeot 206 WRC                | 2h 35m 19.8s                |
| 32. Barum Rally Zlín 2002 13. - 15. srpna 2002 33 podnik mistrovství Evropy Pátý podnik mistrovství České republiky                                                          | 18 zkoušek 295,77 km                           | 3                           | Janusz Kulig Jaroslaw Baran               | Jolly Club Ford Focus RS WRC '01                    | 2h 37m 43.0s                |
| |                                                |                             |                                           |                                                     |                             |
| 33. Barum Rally Zlín 2003 29. - 31. srpna 2003 33 podnik mistrovství Evropy Pátý podnik mistrovství České republiky                                                          | 20 zkoušek 311,81 km (RZ18 zrušena - 23,98 km) | 1                           | Václav Pech jun. Petr Uhel                | Czech National Eurooil Team Ford Focus RS WRC '02   | 2h 34m 57,0s                |
| 33. Barum Rally Zlín 2003 29. - 31. srpna 2003 33 podnik mistrovství Evropy Pátý podnik mistrovství České republiky                                                          | 20 zkoušek 311,81 km (RZ18 zrušena - 23,98 km) | 2                           | Miguel Campos Carlos Magalhães            | bez týmu Peugeot 206 WRC                            | 2h 36m 8.4s                 |
| 33. Barum Rally Zlín 2003 29. - 31. srpna 2003 33 podnik mistrovství Evropy Pátý podnik mistrovství České republiky                                                          | 20 zkoušek 311,81 km (RZ18 zrušena - 23,98 km) | 3                           | Jan Kopecký Filip Schovánek               | Škoda Matador Team Škoda Octavia WRC                | 2h 36m 50,1s                |
| |                                                |                             |                                           |                                                     |                             |
| 34. Barum Rally Zlín 2004 27. - 29. srpna 2004 Šestý podnik mistrovství Evropy Šestý podnik mistrovství České republiky                                                      | 15 zkoušek 283,56 km                           | 1                           | Simon Jean-Joseph Jacques Boyere          | bez týmu Renault Clio S1600                         | 2h 40m 22.6s                |
| 34. Barum Rally Zlín 2004 27. - 29. srpna 2004 Šestý podnik mistrovství Evropy Šestý podnik mistrovství České republiky                                                      | 15 zkoušek 283,56 km                           | 2                           | Josef Peták Alena Benešová                | Hroch Rally Team v AČR Peugeot 306 Maxi             | 2h 42m 37.8s                |
| 34. Barum Rally Zlín 2004 27. - 29. srpna 2004 Šestý podnik mistrovství Evropy Šestý podnik mistrovství České republiky                                                      | 15 zkoušek 283,56 km                           | 3                           | Miroslav Jandík ml. Radim Chrástecký      | Sportcasinos Mitsubishi Lancer Evo VII              | 2h 43m 13.4s                |
| |                                                |                             |                                           |                                                     |                             |
| 35. Barum Rally Zlín 2005 19. - 21. srpna 2005 Šestý podnik mistrovství Evropy Sedmý podnik mistrovství České republiky                                                      | 15 zkoušek 264,82 km (RZ9 zrušena - 29,01 km)  | 1                           | Renato Travaglia Flavio Zanella           | bez týmu Renault Clio S1600                         | 2h 14m 51.7s                |
| 35. Barum Rally Zlín 2005 19. - 21. srpna 2005 Šestý podnik mistrovství Evropy Sedmý podnik mistrovství České republiky                                                      | 15 zkoušek 264,82 km (RZ9 zrušena - 29,01 km)  | 2                           | Giandomenico Basso Mitia Dotta            | Procar Fiat Punto S1600                             | 2h 15m 20.9s                |
| 35. Barum Rally Zlín 2005 19. - 21. srpna 2005 Šestý podnik mistrovství Evropy Sedmý podnik mistrovství České republiky                                                      | 15 zkoušek 264,82 km (RZ9 zrušena - 29,01 km)  | 3                           | Jan Kopecký Filip Schovánek               | Matador Motorsport Mitsubishi Lancer Evo VII        | 2h 16m 7.2s                 |
| |                                                |                             |                                           |                                                     |                             |
| 36. Barum Rally Zlín 2006 25. - 27. srpna 2006 Sedmý podnik mistrovství Evropy Šestý podnik mistrovství České republiky                                                      | 15 zkoušek 259,23 km                           | 1                           | Roman Kresta Petr Gross                   | Tescoma Rally Team Mitsubishi Lancer Evo IX         | 2h 31m 11.0s                |
| 36. Barum Rally Zlín 2006 25. - 27. srpna 2006 Sedmý podnik mistrovství Evropy Šestý podnik mistrovství České republiky                                                      | 15 zkoušek 259,23 km                           | 2                           | Václav Pech jun. Petr Uhel                | Czech National Team Mitsubishi Lancer Evo IX        | 2h 32m 48.7s                |
| 36. Barum Rally Zlín 2006 25. - 27. srpna 2006 Sedmý podnik mistrovství Evropy Šestý podnik mistrovství České republiky                                                      | 15 zkoušek 259,23 km                           | 3                           | Bryan Bouffier Xavier Panseri             | Peugeot Sport España Peugeot 206 S1600              | 2h 34m 24.1s                |
| |                                                |                             |                                           |                                                     |                             |
| 37. Barum Rally Zlín 2007 24. - 26. srpna 2007 Šestý podnik Intercontinental Rally Challenge Osmý podnik mistrovství Evropy Šestý podnik mistrovství České republiky         | 15 zkoušek 262,34 km                           | 1                           | Nicolas Vouilloz Nicolas Klinger          | Peugeot Sport España Peugeot 207 S2000              | 2h 28m 10.8s                |
| 37. Barum Rally Zlín 2007 24. - 26. srpna 2007 Šestý podnik Intercontinental Rally Challenge Osmý podnik mistrovství Evropy Šestý podnik mistrovství České republiky         | 15 zkoušek 262,34 km                           | 2                           | Enrique García Ojeda Jordi Barrabés Costa | Peugeot Sport España Peugoet 207 S2000              | 2h 28m 27.1s                |
| 37. Barum Rally Zlín 2007 24. - 26. srpna 2007 Šestý podnik Intercontinental Rally Challenge Osmý podnik mistrovství Evropy Šestý podnik mistrovství České republiky         | 15 zkoušek 262,34 km                           | 3                           | Václav Pech jun. Petr Uhel                | Euro Oil Team Mitsubishi Lancer Evo IX              | 2h 30m 7.1s                 |
| |                                                |                             |                                           |                                                     |                             |
| 38. Barum Rally Zlín 2008 22. - 24. srpna 2008 Šestý podnik Intercontinental Rally Challenge Osmý podnik mistrovství Evropy Osmý podnik mistrovství České republiky          | 15 zkoušek 263,06 km                           | 1                           | Freddy Loix Robin Buysmans                | Peugeot Team Bel-Lux Peugeot 207 S2000              | 2h 24m 24.3s                |
| 38. Barum Rally Zlín 2008 22. - 24. srpna 2008 Šestý podnik Intercontinental Rally Challenge Osmý podnik mistrovství Evropy Osmý podnik mistrovství České republiky          | 15 zkoušek 263,06 km                           | 2                           | Nicolas Vouilloz Nicolas Klinger          | Peugeot Team Bel-Lux Peugeot 207 S2000              | 2h 25m 24.2s                |
| 38. Barum Rally Zlín 2008 22. - 24. srpna 2008 Šestý podnik Intercontinental Rally Challenge Osmý podnik mistrovství Evropy Osmý podnik mistrovství České republiky          | 15 zkoušek 263,06 km                           | 3                           | Bryan Bouffier Xavier Panseri             | Peugeot Team Polska Peugeot 207 S2000               | 2h 25m 33.9s                |
| |                                                |                             |                                           |                                                     |                             |
| 39. Barum Czech Rally Zlín 2009 20. - 22. srpna 2009 Osmý podnik Intercontinental Rally Challenge Šestý podnik mistrovství Evropy Pátý podnik mistrovství České republiky    | 15 zkoušek 254,96 km                           | 1                           | Jan Kopecký Petr Starý                    | Škoda Motorsport Škoda Fabia S2000                  | 2h 24m 21.1s                |
| 39. Barum Czech Rally Zlín 2009 20. - 22. srpna 2009 Osmý podnik Intercontinental Rally Challenge Šestý podnik mistrovství Evropy Pátý podnik mistrovství České republiky    | 15 zkoušek 254,96 km                           | 2                           | Kris Meeke Paul Nagle                     | Peugeot UK Peugeot 207 S2000                        | 2h 25m 21.5s                |
| 39. Barum Czech Rally Zlín 2009 20. - 22. srpna 2009 Osmý podnik Intercontinental Rally Challenge Šestý podnik mistrovství Evropy Pátý podnik mistrovství České republiky    | 15 zkoušek 254,96 km                           | 3                           | Juho Hänninen Mikko Markkula              | Škoda Motorsport Škoda Fabia S2000                  | 2h 26m 21.9s                |
| |                                                |                             |                                           |                                                     |                             |
| 40. Barum Czech Rally Zlín 2010 27. - 29. srpna 2010 Devátý podnik Intercontinental Rally Challenge Sedmý podnik mistrovství Evropy Šestý podnik mistrovství České republiky | 17 zkoušek 265,26 km                           | 1                           | Freddy Loix Fréderic Miclotte             | BFO-Škoda Rally Team Škoda Fabia S2000              | 2h 31m 31,0s                |
| 40. Barum Czech Rally Zlín 2010 27. - 29. srpna 2010 Devátý podnik Intercontinental Rally Challenge Sedmý podnik mistrovství Evropy Šestý podnik mistrovství České republiky | 17 zkoušek 265,26 km                           | 2                           | Juho Hänninen Mikko Markkula              | Škoda Motorsport Škoda Fabia S2000                  | 2h 31m 56,0s                |
| 40. Barum Czech Rally Zlín 2010 27. - 29. srpna 2010 Devátý podnik Intercontinental Rally Challenge Sedmý podnik mistrovství Evropy Šestý podnik mistrovství České republiky | 17 zkoušek 265,26 km                           | 3                           | Pavel Valoušel jun. Zdeněk Hrůza          | Škoda Delimax Czech National Team Škoda Fabia S2000 | 2h 32m 51.2s                |
| |                                                |                             |                                           |                                                     |                             |

### 2011–
| Název ročníku | Rychlostní zkoušky                             | Umístění na stupních vítězů | Umístění na stupních vítězů         | Umístění na stupních vítězů                        | Umístění na stupních vítězů |
| Název ročníku | Rychlostní zkoušky                             | Pořadí                      | Jezdec Spolujezdec                  | Tým Technika                                       | Čas                         |
| --- | ---------------------------------------------- | --------------------------- | ----------------------------------- | -------------------------------------------------- | --------------------------- |
| 41. Barum Czech Rally Zlín 2011 26. - 28. srpna 2011 Sedmý podnik Intercontinental Rally Challenge Sedmý podnik mistrovství Evropy Šestý podnik mistrovství České republiky       | 15 zkoušek 248,48 km                           | 1                           | Jan Kopecký Petr Starý              | Škoda Motorsport Škoda Fabia S2000                 | 2h 15m 51.7s                |
| 41. Barum Czech Rally Zlín 2011 26. - 28. srpna 2011 Sedmý podnik Intercontinental Rally Challenge Sedmý podnik mistrovství Evropy Šestý podnik mistrovství České republiky       | 15 zkoušek 248,48 km                           | 2                           | Freddy Loix Fréderic Miclotte       | BFO-Škoda Rally Team Škoda Fabia S2000             | 2h 15m 52.9s                |
| 41. Barum Czech Rally Zlín 2011 26. - 28. srpna 2011 Sedmý podnik Intercontinental Rally Challenge Sedmý podnik mistrovství Evropy Šestý podnik mistrovství České republiky       | 15 zkoušek 248,48 km                           | 3                           | Juho Hänninen Mikko Markkula        | Škoda Motorsport Škoda Fabia S2000                 | 2h 16m 29.1s                |
| |                                                |                             |                                     |                                                    |                             |
| 42. Barum Czech Rally Zlín 2012 31. srpna - 2. září 2012 Devátý podnik Intercontinental Rally Challenge Osmý podnik mistrovství Evropy Sedmý podnik mistrovství České republiky   | 15 zkoušek 251,62 km (RZ15 zrušena - 23,38 km) | 1                           | Juho Hänninen Mikko Markkula        | Škoda Motorsport Škoda Fabia S2000                 | 2h 11m 28.2s                |
| 42. Barum Czech Rally Zlín 2012 31. srpna - 2. září 2012 Devátý podnik Intercontinental Rally Challenge Osmý podnik mistrovství Evropy Sedmý podnik mistrovství České republiky   | 15 zkoušek 251,62 km (RZ15 zrušena - 23,38 km) | 2                           | Roman Kresta Petr Gross             | Adell Mogul Racing Team Škoda Fabia S2000          | 2h 13m 11.3s                |
| 42. Barum Czech Rally Zlín 2012 31. srpna - 2. září 2012 Devátý podnik Intercontinental Rally Challenge Osmý podnik mistrovství Evropy Sedmý podnik mistrovství České republiky   | 15 zkoušek 251,62 km (RZ15 zrušena - 23,38 km) | 3                           | Tomáš Kostka Miroslav Houšť         | Rufa Sport Škoda Fabia S2000                       | 2h 13m 20,0s                |
| |                                                |                             |                                     |                                                    |                             |
| 43. Barum Czech Rally Zlín 2013 30. srpna - 1. září 2013 Osmý podnik mistrovství Evropy Šestý podnik mistrovství České republiky                                                  | 15 zkoušek 234,78 km                           | 1                           | Jan Kopecký Pavel Dresler           | Škoda Motorsport Škoda Fabia S2000                 | 2h 15m 23,0s                |
| 43. Barum Czech Rally Zlín 2013 30. srpna - 1. září 2013 Osmý podnik mistrovství Evropy Šestý podnik mistrovství České republiky                                                  | 15 zkoušek 234,78 km                           | 2                           | Václav Pech jun. Petr Uhel          | EuroOil Czech National Team Mini Cooper S2000 1.6T | 2h 16m 24.6s                |
| 43. Barum Czech Rally Zlín 2013 30. srpna - 1. září 2013 Osmý podnik mistrovství Evropy Šestý podnik mistrovství České republiky                                                  | 15 zkoušek 234,78 km                           | 3                           | Jaromír Tarabus Daniel Trunkát      | AK Rallysport Brno o.s. Škoda Fabia S2000          | 2h 17m 55.7s                |
| |                                                |                             |                                     |                                                    |                             |
| 44. Barum Czech Rally Zlín 2014 29. - 31. srpna 2014 Devátý podnik mistrovství Evropy Šestý podnik mistrovství České republiky                                                    | 15 zkoušek 234,78 km                           | 1                           | Václav Pech jun. Petr Uhel          | EuroOil Czech National Team Mini Cooper S2000 1.6T | 2h 16m 28.7s                |
| 44. Barum Czech Rally Zlín 2014 29. - 31. srpna 2014 Devátý podnik mistrovství Evropy Šestý podnik mistrovství České republiky                                                    | 15 zkoušek 234,78 km                           | 2                           | Sepp Wiegand Frank Christian        | Škoda Auto Deutschland Škoda Fabia S2000           | 2h 17m 20.2s                |
| 44. Barum Czech Rally Zlín 2014 29. - 31. srpna 2014 Devátý podnik mistrovství Evropy Šestý podnik mistrovství České republiky                                                    | 15 zkoušek 234,78 km                           | 3                           | Tomáš Kostka Miroslav Houšť         | Rufa Sport Ford Fiesta R5                          | 2h 17m 20.4s                |
| |                                                |                             |                                     |                                                    |                             |
| 45. Barum Czech Rally Zlín 2015 28. - 30. srpna 2015 Sedmý podnik mistrovství Evropy Pátý podnik mistrovství České republiky                                                      | 15 zkoušek 229,21 km                           | 1                           | Jan Kopecký Pavel Dresler           | Škoda Motorsport Škoda Fabia R5                    | 2h 12m 17.7s                |
| 45. Barum Czech Rally Zlín 2015 28. - 30. srpna 2015 Sedmý podnik mistrovství Evropy Pátý podnik mistrovství České republiky                                                      | 15 zkoušek 229,21 km                           | 2                           | Václav Pech jun. Petr Uhel          | EuroOil Czech National Team Mini Cooper RRC        | 2h 12m 45.0s                |
| 45. Barum Czech Rally Zlín 2015 28. - 30. srpna 2015 Sedmý podnik mistrovství Evropy Pátý podnik mistrovství České republiky                                                      | 15 zkoušek 229,21 km                           | 3                           | Kajetan Kajetanowicz Jaroslaw Baran | Lotos Rally Team Ford Fiesta R5                    | 2h 12m 57.6s                |
| |                                                |                             |                                     |                                                    |                             |
| 46. Barum Czech Rally Zlín 2016 26. - 28. srpna 2016 Osmý podnik mistrovství Evropy Pátý podnik mistrovství České republiky                                                       | 15 zkoušek 229,94 km                           | 1                           | Jan Kopecký Pavel Dresler           | Škoda Motorsport Škoda Fabia R5                    | 2h 07m 34.7s                |
| 46. Barum Czech Rally Zlín 2016 26. - 28. srpna 2016 Osmý podnik mistrovství Evropy Pátý podnik mistrovství České republiky                                                       | 15 zkoušek 229,94 km                           | 2                           | Tomáš Kostka Ladislav Kučera        | Rufa Šport Škoda Fabia R5                          | 2h 10m 08.7s                |
| 46. Barum Czech Rally Zlín 2016 26. - 28. srpna 2016 Osmý podnik mistrovství Evropy Pátý podnik mistrovství České republiky                                                       | 15 zkoušek 229,94 km                           | 3                           | Jan Černý Petr Černohorský          | Mogul Czech National Team Škoda Fabia R5           | 2h 10m 16.6s                |
| |                                                |                             |                                     |                                                    |                             |
| 47. Barum Czech Rally Zlín 2017 25. - 27. srpna 2017 Šestý podnik mistrovství Evropy Šestý podnik mistrovství České republiky                                                     | 15 zkoušek 205,57 km                           | 1                           | Jan Kopecký Pavel Dresler           | Škoda Motorsport Škoda Fabia R5                    | 1h 56m 15.2s                |
| 47. Barum Czech Rally Zlín 2017 25. - 27. srpna 2017 Šestý podnik mistrovství Evropy Šestý podnik mistrovství České republiky                                                     | 15 zkoušek 205,57 km                           | 2                           | Alexey Lukyanuk Alexey Arnautov     | Russian Performance Motorsport Ford Fiesta R5      | 1h 57m 10.7s                |
| 47. Barum Czech Rally Zlín 2017 25. - 27. srpna 2017 Šestý podnik mistrovství Evropy Šestý podnik mistrovství České republiky                                                     | 15 zkoušek 205,57 km                           | 3                           | Roman Kresta Petr Starý             | Mogul Racing Team Škoda Fabia R5                   | 1h 57m 38s                  |
| |                                                |                             |                                     |                                                    |                             |
| 48. Barum Czech Rally Zlín 2018 24. - 26. srpna 2017 Šestý podnik mistrovství Evropy Šestý podnik mistrovství České republiky                                                     | 15 zkoušek 212,73 km                           | 1                           | Jan Kopecký Pavel Dresler           | Škoda Motorsport Škoda Fabia R5                    | 2h 07m 47,2s                |
| 48. Barum Czech Rally Zlín 2018 24. - 26. srpna 2017 Šestý podnik mistrovství Evropy Šestý podnik mistrovství České republiky                                                     | 15 zkoušek 212,73 km                           | 2                           | Alexey Lukyanuk Alexey Arnautov     | Russian Performance Motorsport Ford Fiesta R5      | 2h 07m 54,7s                |
| 48. Barum Czech Rally Zlín 2018 24. - 26. srpna 2017 Šestý podnik mistrovství Evropy Šestý podnik mistrovství České republiky                                                     | 15 zkoušek 212,73 km                           | 3                           | Dani Sordo Carlos del Barrio        | Hyundai Motorsport Hyundai i20 R5                  | 2h 08m 40,8s                |
| |                                                |                             |                                     |                                                    |                             |
| 49. Barum Czech Rally Zlín 2019 16. - 18. srpna 2019 Šestý podnik mistrovství Evropy Šestý podnik mistrovství České republiky                                                     | 15 zkoušek 219,63 km                           | 1                           | Jan Kopecký Pavel Dresler           | Škoda Motorsport Škoda Fabia R5 evo                | 2h 05m 17,4s                |
| 49. Barum Czech Rally Zlín 2019 16. - 18. srpna 2019 Šestý podnik mistrovství Evropy Šestý podnik mistrovství České republiky                                                     | 15 zkoušek 219,63 km                           | 2                           | Filip Mareš Jan Hloušek             | ACCR Czech Rally Team I Škoda Fabia R5             | 2h 06m 48,9s                |
| 49. Barum Czech Rally Zlín 2019 16. - 18. srpna 2019 Šestý podnik mistrovství Evropy Šestý podnik mistrovství České republiky                                                     | 15 zkoušek 219,63 km                           | 3                           | Chris Ingram Ross Whittock          | Toksport WRT Škoda Fabia R5                        | 2h 06m 49,2s                |
| |                                                |                             |                                     |                                                    |                             |
| 50. Barum Czech Rally Zlín 2021 27. 8. – 29. srpna 2021 (přeloženo z roku 2020 kvůli pandemii covidu-19) Šestý podnik mistrovství Evropy Šestý podnik mistrovství České republiky | 15 zkoušek 210,92 km                           | 1                           | Jan Kopecký Jan Hloušek             | Agrotec Škoda Rally Team Škoda Fabia Rally2 evo    | 2h 00m 07,2s                |
| 50. Barum Czech Rally Zlín 2021 27. 8. – 29. srpna 2021 (přeloženo z roku 2020 kvůli pandemii covidu-19) Šestý podnik mistrovství Evropy Šestý podnik mistrovství České republiky | 15 zkoušek 210,92 km                           | 2                           | Andreas Mikkelsen Jonas Andersson   | Toksport WRT Škoda Fabia Rally2 evo                | 2h 00m 47,3s                |
| 50. Barum Czech Rally Zlín 2021 27. 8. – 29. srpna 2021 (přeloženo z roku 2020 kvůli pandemii covidu-19) Šestý podnik mistrovství Evropy Šestý podnik mistrovství České republiky | 15 zkoušek 210,92 km                           | 3                           | Filip Mareš Radovan Bucha           | Laureta Auto Škoda Team Škoda Fabia Rally2 evo     | 2h 01m 47,4s                |

## Nejúspěšnější jezdci
|          | Jméno            | Tituly | Roky                                                                     |
| -------- | ---------------- | ------ | ------------------------------------------------------------------------ |
| Česko    | Jan Kopecký      | 11     | (2004), 2009, 2011, 2013, 2015, 2016, 2017, 2018, 2019, 2021, 2022, 2023 |
| Česko    | Vladimír Hubáček | 3      | 1972, 1973, 1975                                                         |
| Norsko   | John Haugland    | 3      | 1976, 1979, 1980                                                         |
| Itálie   | Enrico Bertone   | 3      | 1995, 1997, 1998                                                         |
| Česko    | Roman Kresta     | 3      | 2000, 2001, 2006                                                         |
| Německo  | Harald Demuth    | 2      | 1984, 1985                                                               |
| Rakousko | Franz Wittmann   | 2      | 1988, 1989                                                               |
| Belgie   | Patrick Snijers  | 2      | 1992, 1994                                                               |
| Itálie   | Renato Travaglia | 2      | 2002, 2005                                                               |
| Belgie   | Freddy Loix      | 2      | 2008, 2010                                                               |
| Česko    | Václav Pech      | 2      | 2003, 2014, (2023)                                                       |